# Henrique Capriles Radonski
Henrique Capriles Radonski (Caracas, 11 de julho de 1972) é um advogado e político venezuelano, ex-membro e fundador do partido Primeiro Justiça (PJ). Ex-prefeito do município de Baruta por 2 mandatos consecutivos entre 2000 e 2008, elegeu-se posteriormente governador do estado de Miranda, igualmente por 2 mandatos consecutivos entre 2008 e 2017.
Em 2012, licenciou-se do cargo de governador para concorrer como candidato oficial da coalizão opositora Mesa da Unidade Democrática (MUD) à eleição presidencial de 2012, onde obteve 6.591.304 votos (44,31% dos votos válidos), mas acabou sendo derrotado pelo presidente e candidato à reeleição à época Hugo Chávez, que por sua vez, obteve 8.191.132 votos (55,07% dos votos válidos).
Após a morte de Hugo Chávez em março de 2013, uma nova eleição presidencial foi realizada neste mesmo ano e Capriles novamente foi o candidato à presidência apoiado pela MUD, dessa vez tendo como concorrente o então vice-presidente e atual presidente da Venezuela Nicolás Maduro. Em uma disputa eleitoral bastante renhida, foi novamente derrotado pelo candidato governista por uma margem mínima de votos, obtendo 7.363.980 votos (49,12% dos votos válidos) frente aos 7.587.579 votos (50,61% dos votos válidos) obtidos por Maduro.

## Biografia
Nascido em 11 de julho de 1972, Capriles possui ascendência judaica: seu pai, Henrique Capriles Garcia, é descendente de uma família de judeus sefarditas de Curaçao e sua mãe, Mônica Cristina Radonski Bochenek, é descendente de uma família judaica russo-polonesa sobrevivente do Holocausto,que se consolidou como uma das mais poderosas da aristocracia caraquenha, estando a frente de empreendimentos na indústria de entretenimento. Sua família, juntamente com outras organizações de oposição tem o controle de 90% do público venezuelano de rádio, imprensa e televisão.
Apesar da origem judaica, Capriles é católico praticante, tendo até integrado a seção venezuelana da organização católica Tradição, Família e Propriedade na década de 1980. Ainda naquela década, ele concluiria seus estudos básicos nos Institutos Educacionales Asociados El Peñón (IEA). Mais tarde, ingressaria no direito na Universidade Católica Andrés Bello, onde obteve o título de advogado em 1994 e especialização em direito econômico na mesma universidade, em 1997. Também iniciou os estudos de pós-graduação em legislação fiscal na Universidade Central da Venezuela.
Foi membro da Associação Mundial de Jovens Advogados e do Conselho Fiscal da Câmara Americana de Comércio e Indústria da Venezuela e trabalhou nos escritórios de advocacia Nevett & Mezquita Abogados e Hoet, Peláez, Castillo & Duque, além de atuar nos negócios familiares, especialmente nas empresas da família materna, Radonski Bochenek.

## Carreira política

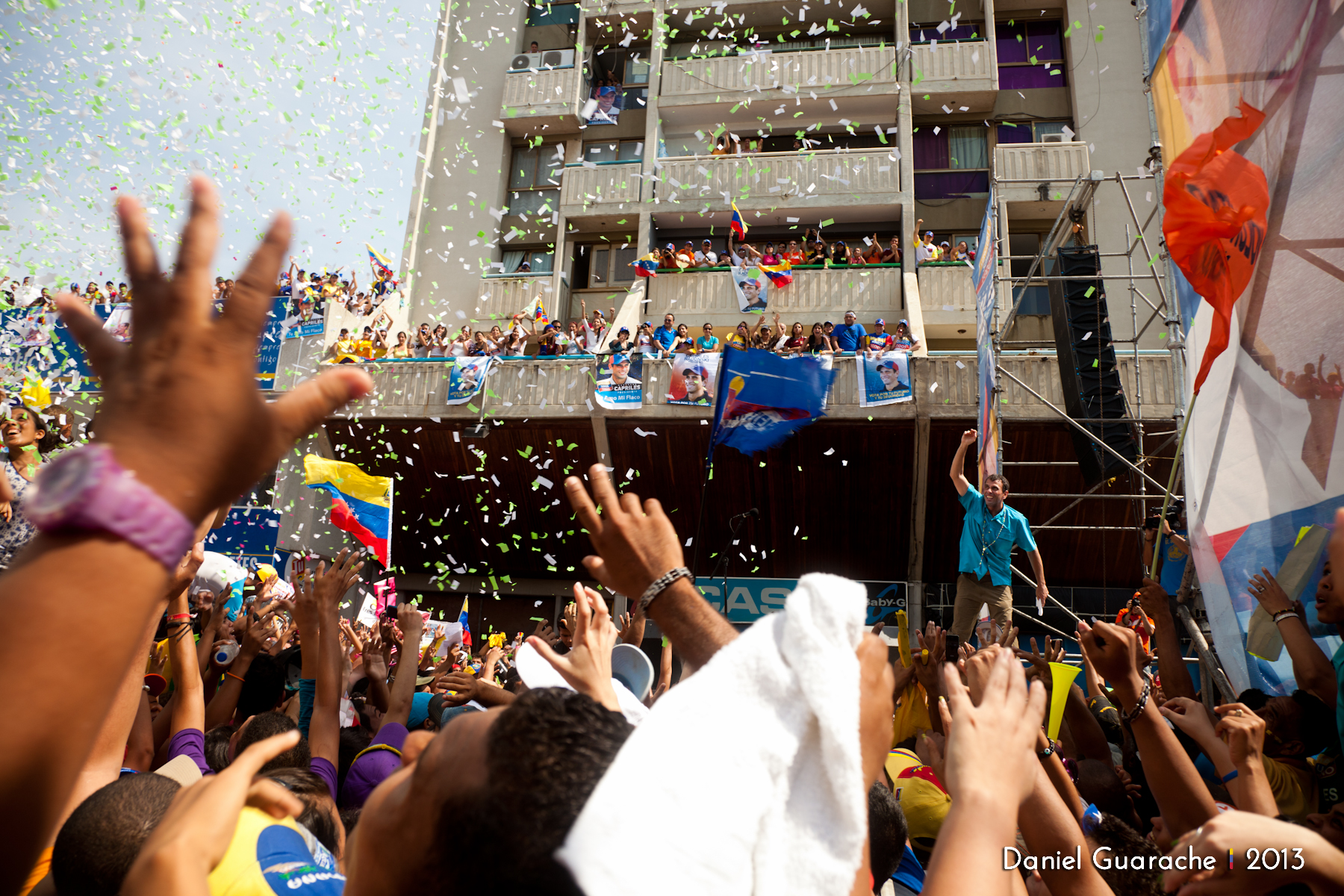
O político e candidato presidencial venezuelano Henrique Capriles em Cumaná, Venezuela, antes das eleições presidenciais de 2013.

Capriles começou sua carreira na política pelo COPEI. Em 1998, se candidatou à deputado federal pelo estado de Zulia nas eleições parlamentares daquele ano. Eleito, foi nomeado presidente da Câmara dos Deputados, apesar de sua inexperiência política, convertendo-se no deputado mais jovem a dirigi-la, mas deixou o cargo após a dissolução do Congresso venezuelano pela Assembleia Constituinte Nacional em 1999. Em 2000, ao lado do conservador Leopoldo López, fundou o partido Primero Justicia. Já naquele ano, disputou as eleições municipais de Baruta, um dos redutos da classe média-alta e alta da Região metropolitana de Caracas, tendo sido eleito prefeito com 60% dos votos.
Ainda em 2000, Capriles se aproximou-se do International Republican Institute (IRI), organização vinculada ao Partido Republicano dos Estados Unidos. Desde então, passou a ser conhecido como um dos principais opositores do governo venezuelano. Em 2002, Capriles participou ativamente do Golpe de Estado contra o presidente Hugo Chávez. Acusado de ter se omitido quando partidários anti-Chávez invadiram a embaixada de Cuba, em Baruta, e espancaram Ramón Rodríguez Chacín, então Ministro do Interior e Justiça, foi preso por quatro meses, de forma preventiva por escapar à justiça, e julgado em 2004, absolvido em 2006, em novembro de 2008, o processo foi reaberto e permanece em curso. Em 2004, seria reeleito com quase 80% dos votos.
Em 2008, disputou as eleições para o governo do estado de Miranda, tendo derrotado o candidato Diosdado Cabello. Em 2012, Capriles conquistaria um novo mandato, após derrotar o candidato Elías Jaua .Após ter anunciado sua intenção de participar nas eleições primárias da Mesa da Unidade Democrática em 12 de fevereiro de 2012, que definiria o candidato presidencial que enfrentaria Hugo Chávez nas eleições presidenciais de outubro daquele ano, Capriles superou o concorrente Pablo Perez para se tornar o candidato da oposição venezuelana. No pleito presidencial de 2012, Capriles saiu derrotado por Hugo Chávez, por mais de 10 pontos percentuais (44,31% a 55,07%) dos votos. Apesar da derrota, foi à época, a votação mais expressiva que a oposição ao chavismo recebeu em eleições presidenciais disputadas contra Chávez.
Em 2013, após o anúncio de novas eleições presidenciais, em virtude da morte de Chávez em março do mesmo ano, Capriles confirmou que seria o candidato da oposição. Neste pleito, o candidato governista Nicolás Maduro foi eleito com 50,66% dos votos contra 49,07% de Capriles – uma diferença de cerca de 300 mil votos numa eleição com cerca de 19 milhões de eleitores registrados. A participação eleitoral foi de 78,71%.

## Controvérsias

### Posição contraditória no reconhecimento de eleições
Nas eleições regionais de 2012, Capriles foi reconduzido ao cargo de governador do estado de Miranda com apertado resultado de 51,86% dos votos, vencendo por uma pequena diferença percentual o ex-vice presidente venezuelano Elías Jaua, que reconheceu a derrota para Capriles. Analistas, entre os quais, a jornalista e escritora Stella Calloni e Salim Lamrani, doutor em Estudos Ibéricos e Latino-americanos da Universidade Sorbonne, criticaram o comportamento de Capriles após a eleição presidencial de 2013:
| “ | Capriles, que não deixou de acusar de parcial o Conselho Nacional Eleitoral durante a campanha presidencial, tinha-se mostrado muito mais indulgente em relação ao órgão durante as eleições regionais de 16 de dezembro de 2012. Existia uma razão para isso: o CNE o declarou vencedor no Estado de Miranda e ele celebrou a decisão. Depois do resultado apertado de 14 de abril de 2013 – 213.473 votos de diferença a favor de Maduro (50,75%) -, Capriles repudiou o sufrágio popular. Não obstante, durante sua eleição como governador (51,86%), a diferença com seu opositor de esquerda Elías Jaua foi de apenas 45 111 votos de um total de mais de dois milhões. No entanto, Jaua aceitou sua derrota. | ” |

### Acusações do Ministério Público contra Capriles
Em maio de 2013, o promotor do Ministério Público venezuelano Antonio Molina solicitou uma investigação contra Capriles promover atos de violência no país durante protestos de rua convocados pela oposição contra o governo de Nicolás Maduro. Segundo o promotor, durante entrevista concedida à Venezolana de Televisión, Capriles teria supostamente convocado seus apoiadores a praticar atos qualificadas como criminoso que resultaram na morte de 8 civis e em danos à propriedade pública. 
Durante a jornada de protestos de 2014 convocada pela oposição, apoiadores da oposição queimaram Centros de Diagnóstico em Imagem (CDI), a sede do Produtor Alimentos e Distribuidor (PDVAL), além de vários escritórios do Partido Socialista Unido da Venezuela (PSUV). Por conta disso, Capriles e outros líderes da direita venezuelana, como Leopoldo López, foram acusados de "homicídio qualificado, crime de conspiração, desobediência contra as leis e danos à propriedade pública".